# Патьюксент (заповедник)
Патьюксент (англ. Patuxent) — национальный резерват дикой природы, расположенный в центральной части штата Мэриленд, между Вашингтоном, округ Колумбия, и Балтимором. 
После 2021 года входит в Восточный экологический научный центр.

## История
История заповедника начинается с указа 7514 президента США Франклина Рузвельта о создании исследовательского центра дикой природы на территории округов Анн-Арандел и Принс-Джорджес, штат Мэриленд. Первоначально было выделено 2670 акров земли. Открытие заповедника состоялось 3 июня 1939 года.
Первым названием, которое закрепилось за учреждением, стало Patuxent Research Refuge — Исследовательский заповедник Патьюксент.
В 1956 году заповедник был переименован в рамках программы стандартизации в Patuxent Wildlife Research Center (PWRC) — Центр Патьюксент по исследованию дикой природы.
В 1994 году открылось здание центра для посетителей дикой природы (The National Wildlife Visitor Center), планы открытия которого обсуждались с 1960х годов.
После объединения Патьюксента с Научным центром Литауна и Центром исследований анадромных рыб Конте, в 2021 году стал частью Восточного экологического научного центра.